# كونراد سايتس
كونراد سايتس (بالألمانية: Konrad Seitz) (و. 1934  م) هو دبلوماسي، ومؤلف، وكاتب ألماني، ولد في ميونخ.

## مناصب
تولى منصب سفير ألمانيا لدى الصين (1995–1999)
- سفير ألمانيا لدى إيطاليا (1992–1994)
- سفير ألمانيا لدى الهند (1987–1990)
- سفير.

## التعليم
تعلم في جامعة تافتس، وكلية فليتشر للقانون والدبلوماسية.

## جوائز
حصل على جوائز منها:
- جائزة المنافسة العامة  [لغات أخرى]‏ (1946)
- قائد الفنون والآداب